# Parlamentní volby na Slovensku 2006
Volby do Národní rady Slovenské republiky 2006 se konaly v sobotu 17. června. Jednalo se o volby předčasné, které vyvolal vládní rozkol, po kterém opustilo Kresťanskodemokratické hnutie vládní koalici. Nově mohli volit i slovenští občané žijící v zahraničí. Poměrným systémem s 5% uzavírací klauzulí bylo voleno všech 150 poslanců Národní rady v jednom volebním obvodě zahrnujícím celé Slovensko. Ve volbách zvítězila SMER-SD, která získala 29,14% a 50 mandátů. Na druhém místě skončila SDKÚ-DS, jež získala 18,35% a 31 mandátů. Na třetím místě skončila SNS se ziskem 11,73% a 20 mandátů. Volební účast činila 54,67%. 

## Výsledky voleb

Výsledné rozložení mandátů v Národní radě (zleva: SMER-SD, SMK-MKP, ĽS-HZDS, KDH, SDKÚ-DS, SNS

Volby podle očekávání vyhrála sociálně demokratická strana SMER pod vedením Roberta Fica. S výrazným odstupem následovala SDKÚ - DS dosavadního premiéra Mikuláše Dzurindy. Ta i přes předvolební průzkumy, kde strana pravidelně získávala 10-11 %, obdržela přes 18 %. Na třetím místě skončila nacionalistická SNS v čele s kontroverzním Jánem Slotou. Ta dokázala překonat rozkol, kdy v posledních letech existovaly paralelně dvě strany s totožným programem a získala 270 tisíc hlasů, což odpovídá 11,7 %. Historický neúspěch zažila Mečiarova ĽS-HZDS, která od svého vzniku neskončila na jiném než prvním místě. Nyní se stala s 8,8 % až pátou stranou v pořadí. Před ní se umístila strana maďarské menšiny SMK-MKP, která nyní vlastní 20 poslaneckým mandátů. Poslední stranou se stalo KDH. Nově se do parlamentu nedostali komunisté. KSS obdržela necelá 4 %, i když předvolební průzkumy vytvořené těsně před volbami jí favorizovaly dokonce na 6 %. Téměř stejný výsledek zaznamenalo Slobodné fórum. Ostatní strany nedosáhly výraznějších výsledků.
Novou koaliční vládu sestavil vítězný SMER s nacionály a „mečiarovci“, za což si vysloužil ostrou kritiku ze strany evropských socialistů. Slovenští sociální demokraté argumentovali největší programovou shodou, například v záležitostech zdravotnictví atd. Schvalování důvěry se ukázalo být napínavým, přičemž rozprava před ní trvala 3 dny. Nakonec byla schválena poměrem 80:55 (15 poslanců, včetně V. Mečiara se zdrželo hlasování).[zdroj?]
|                        | SMER-SD     | SDKÚ-DS          | SNS       | SMK-MKP     | ĽS-HZDS         | KDH             |
| ---------------------- | ----------- | ---------------- | --------- | ----------- | --------------- | --------------- |
| Volební lídr           | Robert Fico | Mikuláš Dzurinda | Ján Slota | Béla Bugár  | Vladimír Mečiar | Pavol Hrušovský |
| Počet hlasů            | 671 185     | 422 815          | 270 230   | 269 111     | 202 540         | 191 443         |
| Podíl                  | 29,14 % ▲   | 18,35 % ▲        | 11,73 % ▲ | 11,68 % ▲   | 8,79 % ▼        | 8,31 % ▲        |
| Počet mandátů          | 50          | 31               | 20        | 20          | 15              | 14              |
| Předchozí volby (2002) | 13,5 % (25) | 15,09 % (28)     | 3,3 % (0) | 11,2 % (20) | 19,5 % (36)     | 8,25 % (15)     |

### Podrobné výsledky
| Strana                                                         | Hlasy   | %       | PM  |
| -------------------------------------------------------------- | ------- | ------- | --- |
| SMER - sociálna demokracia                                     | 671 185 | 29,14 % | 50  |
| Slovenská demokratická a kresťanská únia - Demokratická strana | 422 815 | 18,35 % | 31  |
| Slovenská národná strana                                       | 270 230 | 11,73 % | 20  |
| Strana maďarskej koalície - Magyar Koalíció Pártja             | 269 111 | 11,68 % | 20  |
| Ľudová strana - Hnutie za demokratické Slovensko               | 202 540 | 8,79 %  | 15  |
| Kresťanskodemokratické hnutie                                  | 191 443 | 8,31 %  | 14  |
| Komunistická strana Slovenska                                  | 89 418  | 3,88 %  | 0   |
| Slobodné fórum                                                 | 79 963  | 3,47 %  | 0   |
| Aliancia nového občana                                         | 32 775  | 1,42 %  | 0   |
| Hnutie za demokraciu                                           |         | 0,63 %  | 0   |
| NÁDEJ                                                          |         | 0,63 %  | 0   |
| Ľavicový blok                                                  |         | 0,39 %  | 0   |
| Združenie robotníkov Slovenska                                 |         | 0,29 %  | 0   |
| Občianska konzervatívna strana                                 |         | 0,27 %  | 0   |
| Slovenská národná koalícia - Slovenská vzájomnosť              |         | 0,17 %  | 0   |
| Slovenská ľudová strana                                        |         | 0,16 %  | 0   |
| Agrárna strana vidieka                                         |         | 0,13 %  | 0   |
| Prosperita Slovenska                                           |         | 0,13 %  | 0   |
| Strana demokratickej ľavice                                    |         | 0,12 %  | 0   |
| Misia 21 - Nová kresťanská demokracia                          |         | 0,10 %  | 0   |
| Strana občianskej solidarity                                   |         | 0,10 %  | 0   |
| celkem                                                         |         | 100 %   | 150 |

## Citáty
- „Čtyři roky mohli lidé vidět, co je to mít tvrdou pravicovou vládu. Základní rozdíl mezi námi je, že tato vláda bude každé sociální a ekonomické rozhodnutí měřit schopností člověka, který vydělává průměrně a podprůměrně, zvládnout tato rozhodnutí“ , Robert Fico (SMER)

- „Ve vládní koalici není všechno v pořádku. Mečiar nesouhlasí s milionářskou daní a se změnami ve Slovenské informační službě“, Béla Bugár (SMK-MKP)